# 貝凱特

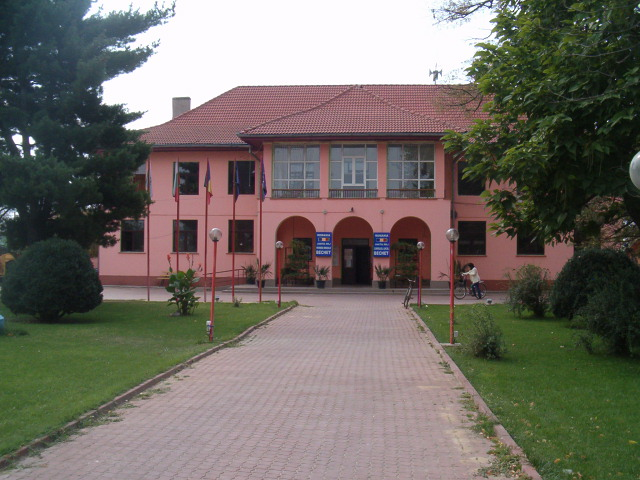

貝凱特是羅馬尼亞的城市，位於該國南部多瑙河畔，距離首府克拉約瓦67公里，毗鄰保加利亞，由多爾日縣負責管轄，面積25.31平方公里，每年平均降雨量約500毫米，2002年人口3,864。

## 外部連結
- Official website （页面存档备份，存于）

43°46′49″N 23°57′24″E / 43.78033°N 23.95680°E